# 10154 Tanuki
10154 Tanuki (1994 UH) là một tiểu hành tinh vành đai chính được phát hiện ngày 31 tháng 10 năm 1994 bởi T. Kobayashi ở Oizumi.